# Серенгеті (національний парк)
Національний парк Серенгеті (англ. Serengeti National Park) розташований в районі Великого Африканського розлому на сході від озера Вікторія (2°19′58″ пд. ш. 34°34′00″ сх. д. / 2.33278° пд. ш. 34.56667° сх. д.). Площа 14763 км².
Назва походить від масайського слова «siringet», що означає «витягнутий майданчик», дехто його перекладає як «нескінченні рівнини».

## Клімат і географія
Холодні ночі і дуже спекотні дні. Денна різниця температури інколи сягає 15° C. Вологість до 40 %. Дощові періоди з березня по травень та з листопада по грудень.
Парк розташований на півночі країни, межує на півночі з кордоном між Танзанією та Кенію, де за кордоном починається кенійський Національний парк Масаї-Мара.
Серенгеті знаходиться на висоті від 920 до 1850 м над рівнем моря, ландшафт парку змінюється від довгої або короткої трави на півдні до пагорбів, вкритих лісами на півночі. Краєвиди парку складають покриті акацією лавові плато, на яких рельєфно зростають згаслі вулкани.
Парк входить до списку найвідоміших національних парків світу. Екосистема національного парку Серенгеті — це низькотравні горбисті долини площею 30 000 квадратних кілометрів на території Танзанії та Кенії. Їх покриває соковита трава, яка прекрасно росте на родючому ґрунті вулканічного походження.

## Флора і фауна
Парк Серенгеті знаменитий своїм тваринним світом, який об'єктивно можна назвати найбагатшим у світі . Приблизно п'ятсот видів птахів і три мільйони великих тварин мешкають на рівнинах парку.
Однією з особливостей парку є міграція копитних тварин. Щорічно в посушливий період жовтня і листопада більше, ніж мільйон антилоп Гну і близько двохсот двадцяти тисяч зебр переміщуються з північних пагорбів на південні рівнини, де в цей час ідуть нетривалі тропічні дощі. До них в цій міграції приєднуються газелі Томпсона та Гранта, антилопи топі, кангоні та канни. Потім з настанням дощового сезону в квітні-червні тварини мігрують на захід і північ. Давній інстинкт тварин рухає ними настільки сильно, що ні посуха, ні хижаки, в тому числі і крокодили, що заповнюють річки, не можуть їх зупинити. При цьому стада мігрують не лише в межах Серенгеті, але й виходять за межі парку. Протягом щорічної тривалої подорожі тварини проходять близько 3000 км. За підрахунками вчених, всій цій гігантської біомасі, яка рухається, щодня потрібно приблизно 4000 тонн трави. В дорозі гине багато тварин, однак і народжується приблизно чверть мільйона дитинчат.
З 2005 року Національний парк Серенгеті разом із кенійським національним заповідником Масаї Мара утворює підрозділ охорони левів. У цій екосистемі живе понад 3000 левів. Щільність популяції африканського леопарда оцінюється в 5,41особин на 100 км2  у сухий сезон. Стада африканських слонів відновилися після низької популяції в 1980-х роках, спричиненої браконьєрством, і зараз нараховували понад 5000 особин. Популяція африканських буйволів скоротилася між 1976 і 1996 роками через браконьєрство, але зросла до 28 524 особин.  Популяція чорного носорога скоротилася приблизно до 10 особин у 1980-х роках через браконьєрство, і сьогодні в парку вижило менше 70 особин.
Інші хижі ссавці включають гепарда, близько 3500 плямистих гієн, чорноспинного шакала, африканського золотистого вовка, смугастого шакал, барсука медоїда, смугасту гієну, каракала, сервала, смугастого мангуста та два види видр,африканський дикий собака був повернута в цей район у 2012 році після зникнення в 1991 році. Інші ссавці включають бегемота, бородавочника,  земляного вовка, африканську дику кішку, африканську цівету, звичайну генету, зоріллу, африканську смугасту ласку, капську лисицю, трубкозуба, панголіна, чубатого дикобраза, три види даманів і капського зайця. У галерейних лісах річки Груметі можна побачити таких приматів, як жовті та оливкові павіани, верветки та гвіреції.
В Серенгеті багатий світ копитних: рівнинні зебри, гну, куду, канни, топі, кангоні, імпали, орікси, дікдіки, газелі Томпсона, газелі Гранта, коб звичайний, редунга, орібі, дуїкер звичайний, бородавочник, кліпспрингер, буйволи.
Рептилії включають нільського крокодила, леопардову черепаху, зубчасту черепаху, райдужну агаму, нільського варана, хамелеона Джексона, африканського пітона, чорну мамбу, чорношию плювальну кобру та листкову гадюку..
В парку зареєстровано більше 500 видів птахів.

## Історія
Вперше про ці місця європейці дізналися лише в 1913 році. На жаль, як і всі території британських колоній у Східній Африці, рівнини Серенгеті швидко стали місцем масового паломництва мисливців з Європи. У 1921 в Серенгеті було утворено частковий заказник площею 3,2 км², а в 1929 році частина рівнин Серенгеті була оголошена мисливським заказником, який потім став основою для Національного парку. У 1940 році рівнини стали територією, що охороняється. Однак, через матеріальні труднощі рівнини Серенгеті залишалися охоронюваною територією лише на папері. У 1951 році охоронювана територія Серенгеті була розширена і їй був наданий статус національного парку. Однак, міжнародний статус парк отримав лише в 1981 році. Тоді ж він був визнаний пам'яткою всесвітньої природної і культурної спадщини ЮНЕСКО.
У 1959 з Серенгеті виділено резерват Нгоронгоро площею 8288 км². Серенгеті є найвідомішим національним парком в Танзанії і другим за величиною після Національного парку Ньєрере.
Нещодавно на сході парку, в районі ущелини Олдувай, яку інколи називають «колискою людства», були знайдені сліди стародавньої людини. Археологи стверджують, що неконтрольований доступ до місця розкопок може серйозно зашкодити дослідженням. У зв'язку з цим було прийнято рішення закрити цю частину парку для відвідин туристами на невизначений термін.